# Назарчук, Александр Григорьевич
Алекса́ндр Григо́рьевич Назарчу́к (6 августа 1939, Романово, СССР — 1 февраля 2021, Солнечное, Алтайский край) — министр сельского хозяйства РФ (1994—1996), председатель Алтайского краевого Совета народных депутатов (1996—2008).

## Биография
Родился 6 августа 1939 года в селе Романово Алтайского края.
В 1964 году окончил Алтайский сельскохозяйственный институт, специальность — учёный-агроном. Кандидат биологических наук.
С 1964 года работал инспектором-организатором производственного колхозного управления, затем главным агрономом, директором совхоза «Гуселетовский» Романовского района. В 1971—1975 годах — директор совхоза «53-летие Октября» Романовского района. В 1975—1977 годах — председатель Романовского райисполкома. С 1977 года — первый секретарь Романовского райкома КПСС, с 1985 года — первый секретарь Шипуновского райкома КПСС. В 1987—1991 годах — первый заместитель председателя агропромышленного комитета Алтайского края, председатель агропромышленного комитета — первый заместитель председателя Алтайского крайисполкома. В 1991—1993 годах — председатель Агропромсоюза Алтайского края.

### 1990-е
В 1990—1993 годах — народный депутат РСФСР. Входил в состав Комитета Верховного Совета по социальному развитию села, аграрным вопросам и продовольствию, являлся заместителем председателя фракции «Аграрный союз».
В 1993 году избран депутатом Государственной думы первого созыва от избирательного объединения «Аграрная партия России». Являлся председателем Комитета по аграрным вопросам (1994 год), членом фракции АПР.
В октябре 1994 — январе 1996 года — министр сельского хозяйства и продовольствия России.
С 1996 года — председатель Алтайского краевого Совета народных депутатов (с 2008 года — Алтайского краевого законодательного собрания). В 1996—2001 годах по должности был членом Совета Федерации.

### 2000-е
В 2005 году был политическим оппонентом губернатора Алтайского края Михаила Евдокимова.
29 ноября 2007 года на сессии Алтайского крайсовета Александр Назарчук заявил о своей отставке, после принятия большинством депутатов предложенных фракцией «Единая Россия» поправок в Устав края (переименование крайсовета в заксобрание, главы администрации — в губернатора, облегчение процесса внесения изменений в Устав края). Отставка не была принята депутатами.
После выборов 2 марта 2008 года Назарчук не был избран в состав депутатов Алтайского краевого Законодательного Собрания и сложил полномочия в связи с избранием нового депутатского корпуса. Вместо него главой Заксобрания стал И. И. Лоор.
Вдовец, имел двоих детей.
Скончался 1 февраля 2021 года от отравления угарным газом. Похоронен в Барнауле на Власихинском кладбище. 

## Награды
- Орден «За заслуги перед Отечеством» IV степени (10 августа 1999) — за заслуги перед государством и большой вклад в социально-экономическое развитие края[7][8]
- Орден «Знак Почёта»[8]
- Орден Трудового Красного Знамени[8]
- Орден «За заслуги перед Алтайским краем» 2 степени (2009)[9][8]
- Орден Ивана Калиты (2008)[10]
- Почётный гражданин Алтайского края (2019)[8]
- Благодарность Президента Российской Федерации (14 августа 1995) — за активное участие в подготовке и проведении празднования 50-летия Победы в Великой Отечественной войне 1941—1945 годов[11]